# Bias (mitologia)
Bias, na mitologia grega, foi um irmão de Melampo.
Por causa de Melampo, Argos passou a ter três reis, e dois deles eram Bias e Melampo. Ele se casou com Pero. Segundo algumas versões, Bias e Pero são os pais de Talau.